# Paradiso riconquistato
Il Paradiso riconquistato è un poema epico del poeta inglese John Milton, pubblicato nel 1671. Il titolo rimanda al precedente e più famoso poema epico Paradiso perduto, con il quale condivide simili tematiche teologiche. Tratta la tentazione di Cristo.
Il poema fu composto nel cottage dell'autore a Chalfont St Giles, presso Buckinghamshire, ed è basato sulla versione del Vangelo di Luca della tentazione di Cristo. Il Paradiso Riconquistato è formato da 4 libri, contro i 12 del Paradiso Perduto.

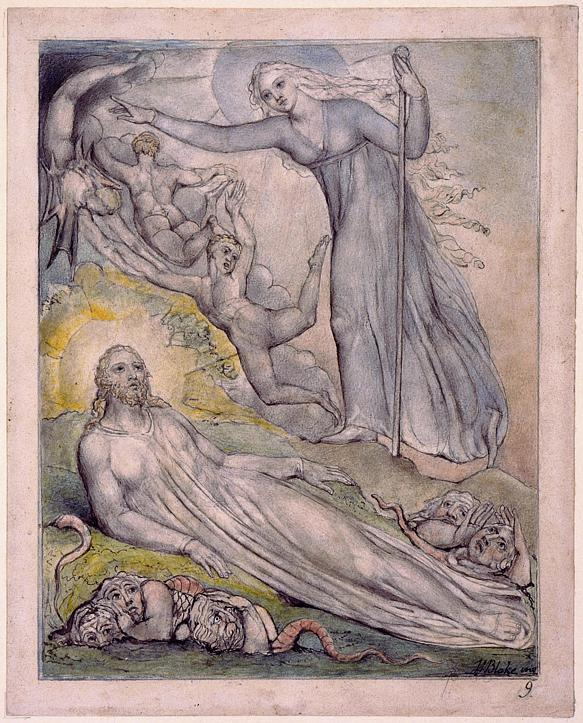
Illustrazione di Paradiso riconquistato di William Blake (1816-1820)

Uno dei maggiori concetti enfatizzati attraverso Paradiso Riconquistato è il gioco dei capovolgimenti. Come espresso dal titolo, Milton decide di capovolgere la perdita del Paradiso, perciò nel poema si trovano spesso termini antitetici vicini, in modo da rinforzare l'idea che ogni cosa che era stata persa nel primo poema è destinata ad essere riottenuta alla fine del secondo.
Inoltre quest'opera si focalizza sull'idea di fame, sia in un senso letterale che spirituale. Dopo aver errato nella desolazione del deserto per quaranta giorni, Gesù è fortemente denutrito sia di cibo che della Parola di Dio. Satana, troppo cieco per vedere qualsiasi significato non letterale del termine, offre a Cristo cibo e varie altre tentazioni, ma Gesù lo rifiuta continuamente.